# José Enrique Porto Lareo
José Enrique Porto Lareo (nascido em 27 de outubro de 1977) é um ciclista paralímpico espanhol com classificação B.
Participou, representando a Espanha, dos Jogos Paralímpicos de Londres 2012, tendo conquistado duas medalhas: prata na prova de 1 km contrarrelógio B e bronze na prova de velocidade B.

## Vida pessoal
Natural de Vigo, José tem deficiência visual. Atualmente reside em Madrid.